# Vlag van oblast Orjol
De vlag van oblast Orjol is in gebruik sinds 31 juli 2002. De vlag bestaat uit rood met een lichtblauwe baan die langs de onderkant loopt (1/5 van de breedte van de vlag). In het midden van het rode veld staan de wapens van de oblast, in de breedte 1/4 van de lengte van de vlag. Rood symboliseert dapperheid, moed en onverschrokkenheid. Blauw staat voor schoonheid, grootsheid, zuiverheid van denken en spirituele aspiraties. Symbolen op het wapen zijn een tweekoppige Russische adelaar, een fort, graanstengels en een open boek. De adelaar staat voor de positie van de oblast als federaal onderdaan van de Russische Federatie. Daaronder symboliseert het fort de rol van de regio in de verdediging van Rusland, stabiliteit, betrouwbaarheid en loyaliteit aan het thuisland. Graan en het groene veld staan voor de landbouw en het belang daarvan in de regio. Het boek symboliseert de literaire tradities van de regio.